# Sigale
Sigale é uma comuna francesa na região administrativa da Provença-Alpes-Costa Azul, no departamento Alpes Marítimos. Estende-se por uma área de 5,62 km², com 181 habitantes, segundo os censos de 1999, com uma densidade de 32 hab/km².